# Омброн, Жак Бернар
Жак Берна́р Омбро́н (фр. Jacques Bernard Hombron; 1798—1852) — французский корабельный врач и естествоиспытатель.
Он принял участие в экспедиции Дюмон-Дюрвиля к Южному полюсу, цель которой состояла в исследовании окраин Антарктики. Поездка продолжалась с 1837 по 1840 годы. Омброн работал на борту «Астролябии» и «Зеле» (Усердный) в качестве корабельного хирурга.
Совместно с зоологом Онорэ Жакино (1815-1887) он описал многочисленные виды растений и животных.
1. ↑  Archives de Paris — С. 33.